# Schmidberg (Sankt Wolfgang)
Der Weiler Schmidberg ist Gemeindeteil  von St. Wolfgang im oberbayerischen Landkreis Erding. Bis 1971 gehörte er zur damaligen Gemeinde Jeßling.

## Geographie
Der Ort liegt auf der Gemarkung Jeßling etwa einen Kilometer östlich des Gemeindehauptortes auf einem Höhenzug über dem rechten Ufer der Goldach. Die Verkehrserschließung erfolgt durch eine Gemeindestraße, die von Großschwindau im Goldachtal über hundert Höhenmeter bis nach Schmidberg ansteigt, um bei Holznachbarn in die Kreisstraße ED 21 zu münden. Schmidberg ist mit seinen fünf Höfen von der Siedlungsform her eine Rotte. Der Hakenhof Schmidberg 1 – erstes Viertel 19. Jahrhundert, zugehörig kleiner Riegel-Bundwerkstadel – ist ein ehemals denkmalgeschütztes Bauwerk. 

## Geschichte
Der Weiler entstand im späten Hochmittelalter, über eine genaue Datierung geben die Quellen nichts her. Im Jahr 1600 bestand die Ansiedlung noch aus sechs Höfen, wovon die Inhaber der Höfe Khi, Vellermeier und Ebmer freie Wehrbauern waren.                      
Schmidberg gehörte historisch zum Amt Schwindau der Grafschaft Haag und später zum Landkreis Wasserburg am Inn.